# Beavis og Butthead
Beavis og Butthead er en amerikansk tegnefilmserie af Mike Judge, som blev sendt på MTV fra 1993 til 1997. Serien handler om to dumme teenagere og deres desperate forsøg på at score kvinder. Hovedpersonerne, som serien er opkaldt efter, ser og gør grin med hård rock og heavy metal-musikvideoer og er kendetegnet ved deres apati, mangel på intelligens og barnlige humor.